# Juillet 1859

## Événements
- Construction du Parlement du Québec (fin en février 1860) qui abrite le gouvernement du Canada-Uni jusqu’à l’automne 1865, puis devient le siège de l’Assemblée législative de la nouvelle province de Québec à partir de 1867.

- 8 juillet : début du règne de Charles XV, roi de Suède (fin en 1872).

- 12 juillet : armistice de Villafranca.

- 18 juillet, Espagne : ouverture de la section Terrassa-Manresa de la ligne de chemin de fer Barcelone-Saragosse (F.C. Zaragoza-Barcelona).

## Naissances
- 3 juillet : Pierre Termier, géologue français († 23 octobre 1930).
- 24 juillet : Louis d'Iriart d'Etchepare, homme politique français († 18 mars 1945).

## Décès
- 5 juillet : Charles Cagniard de Latour, ingénieur et physicien français (° 31 mars 1777)
- 23 juillet : Marceline Desbordes-Valmore, poétesse française (° 1786).